# Zéthos
Dans la mythologie grecque, Zéthos (en grec ancien Ζήθος / Zếthos, en latin Zethus), fils de Zeus et d’Antiope, est le frère jumeau d’Amphion.

## Mythe
À leur naissance, ils sont abandonnés sur le mont Cithéron sur ordre de leur grand-oncle Lycos, régent de Thèbes.
Ils sont appelés « Dioskouroi, cavaliers de chevaux blancs » (λευκόπωλοι) par Euripide dans sa pièce Les Phéniciennes (la même épithète est utilisée dans Héraclès et dans la pièce perdue Antiope). Conformément au thème de la distinction entre les jumeaux, Amphion était considéré comme le plus contemplatif et le plus sensible, tandis que Zethos était plus masculin et lié à des activités physiques, comme la chasse et l'élevage,,.
Ils sont alors recueillis par des bergers ; Amphion devient musicien, et Zéthos s’occupe du bétail. Lorsqu'une esclave en fuite vient frapper à la porte de la cabane des deux frères pour leur demander de l’aide, ils ne reconnaissent pas leur mère, ils la dénoncent à Dircé, la femme de Lycos, qui la condamne à mort. Juste avant l'exécution cependant, Amphion et Zéthos apprennent que la prisonnière est leur mère. Ils tuent alors Lycos, et font subir à Dircé le châtiment destiné à Antiope : ils l'attachent à la queue d'un taureau enragé qui la met en pièces. Ils jettent ensuite son cadavre au fond d'une source, qui depuis porte son nom, chassent de Thèbes le roi légitime, Laïos, et règnent conjointement. Ils agrandissent la cité et la fortifient en bâtissant un rempart percé de sept portes.
Selon Homère, Zéthos a un fils, Itylos, conçu avec Édon, mais celle-ci le tue par erreur, en voulant se venger de sa belle-sœur Niobé. À la suite de cela, Zéthos se suicide de chagrin.

## Versions
Selon les Histoires incroyables de Paléphatos de Samos, Amphion et Zéthos étaient tous deux d'excellents joueurs de lyre, qui faisaient payer leur spectacle. À cette époque, les gens n'avaient pas d'argent (Palaiphatos dit à d'autres endroits de son ouvrage qu'il fait référence à une époque où la monnaie n’existait pas encore). Amphion et son frère demandaient, à ceux qui voulaient les entendre, de travailler à l'édification des remparts - de là naquit la légende que les murs furent construits au son de la lyre.
Pausanias lui attribue aussi Néis, une nymphe hydriade.

## Sources
- Palaiphatos, Histoires incroyables [détail des éditions] (lire en ligne) (XLI).
- Pseudo-Apollodore, Bibliothèque [détail des éditions] [lire en ligne] (III, 5, 5 et 6).
- Homère, Odyssée [détail des éditions] [lire en ligne] (XI, 260 et suiv. ; XIX, 519 et suiv.).
- Pausanias, Description de la Grèce [détail des éditions] [lire en ligne] (II, 6, 4 ; IX, 5, 6 et 9 ; IX, 8, 4).
- Platon, Gorgias [détail des éditions] [lire en ligne] (485e).
- Properce, Élégies [détail des éditions] [lire en ligne] (III, 15).
- Strabon, Géographie [détail des éditions] [lire en ligne] (IX, 9, 28).
- Euripide, Antiope